# Hyperlipidemi
Hyperlipidemi, hyperlipoproteinemi eller dyslipidemi (fettrubbning) är förekomsten av förhöjda eller onormala nivåer av lipider och/eller lipoproteiner i blodet.
Lipider (fettmolekyler) transporteras i en protein-kapsel och densiteten på de innehållande lipiderna bestämmer partikelns verkan och hur metabolismen påverkas. LDL (low-density lipoprotein) verkar genom att föra ut fett från levern till vävnaderna och brukar kallas för det "onda kolesterolet" eftersom en hög andel LDL i förhållande till HDL (som istället verkar genom att föra kolesterol från vävnader och tillbaka till levern) leder till ökad risk för ateroskleros.
Lipid- och lipoproteinabnormaliteter är extremt vanliga i den allmänna populationen och ses som en högst modifierbar riskfaktor för kardiovaskulär sjukdom. Andra former av dyslipidemi kan predisponera för akut pankreatit.

## Klassifikation
Fredricksons klassifikation är ett system att klassificera olika former av hyperlipdemi.
| Hyperlipoproteinemi | Synonymer                                                                              | Problem                                                 | Provvärden                          | Behandling                                       |
| ------------------- | -------------------------------------------------------------------------------------- | ------------------------------------------------------- | ----------------------------------- | ------------------------------------------------ |
| Typ I               | Buerger-Gruetz syndrom, primär hyperlipoproteinaemi, eller familiär hyperkylomikronemi | Minskat lipoproteinlipas (LPL) eller förändrat ApoC2    | Ökat antal Kylomikroner             | Kostomläggning                                   |
| Typ IIa             | Polygen hyperkolesterolemi eller familjär hyperkolesterolemi                           | LDL receptor-brist                                      | Enbart ökade nivåer av LDL          | Gallsaltsbindande läkemedel, statiner och niacin |
| Typ IIb             | Kombinerad hyperlipidemi                                                               | Minskat uttryck av LDL receptorer och ökade halter ApoB | Ökat LDL och VLDL och triglycerider | Statiner, niacin och Gemfibrozil                 |
| Typ III             | Familiär dysbetalipoproteinemi                                                         | Defekt i ApoE-syntesen                                  | Ökat IDL                            | Gemfibrozil                                      |
| Typ IV              | Endogen hyperlipemi                                                                    | Ökad VLDL-produktion och minskad elimination            | Ökat VLDL                           | Niacin                                           |
| Typ V               | Familiär hypertriglyceridemi                                                           | Ökad VLDL-produktion och minskad LPL                    | Ökad VLDL och chylomicrons          | Niacin, Gemfibrozil                              |